# مورچه‌گیرک بال‌نقطه‌ای
مورچه‌گیرک بال‌نقطه‌ای (نام علمی: Microrhopias quixensis) نام یک گونه از تیره مورچه‌مرغ است.